# Сливенко Оксана Миколаївна
Оксана Миколаївна Сливенко  (рос. Оксана Николаевна Сливенко, 20 грудня 1986) — російська важкоатлетка, олімпійська чемпіонка.

## Виступи на Олімпіадах
| Олімпіада  | Дисципліна            | Місце |
| ---------- | --------------------- | ----- |
| Пекін 2008 | легка важка категорія | 1     |